# Ecosistema
Un ecosistema è un insieme naturale formato da una comunità di organismi viventi e dall'ambiente fisico nel quale essi vivono. È costituito da due componenti in stretta relazione: la prima rappresentata dagli organismi viventi (comunità biologica o biocenosi) e l'altra dall'ambiente fisico (componente abiotica o biotopo) in cui essi vivono. Come tale l'ecosistema è una porzione dell'ecosfera e quindi della biosfera.

## Descrizione
Il lemma ecosistema è stato coniato nel 1935.
Ogni ecosistema è costituito da una o più comunità di organismi viventi (biotici) e da elementi non viventi (abiotici) che interagiscono tra loro; una comunità è a sua volta l'insieme di più popolazioni, costituite ognuna da organismi della stessa specie. L'insieme delle popolazioni, cioè la comunità, interagisce dunque con la componente abiotica formando l'ecosistema, nel quale si vengono a creare delle interazioni reciproche in un equilibrio dinamico controllato da uno o più meccanismi fisico-chimici di retroazione (detti anche "feedback"). Un ecosistema è un sistema aperto, con strutture e funzioni caratteristiche e specifiche, determinate da:
- flusso di energia;
- circolazione di materia ed energia (chimica, calorica e meccanica) tra componente biotica e abiotica.

Gli ecosistemi presentano quattro caratteristiche comuni: 
- sono sistemi aperti;[2]
- sono sempre formati da una componente abiotica e da una componente biotica;
- sono strutture interconnesse con altri ecosistemi, assieme ai quali formano dei macro-ecosistemi detti "paesaggi" (Humboldt, Troll);
- tendono a raggiungere e a mantenere nel tempo un equilibrio dinamico e quindi una particolare stabilità evolvente.

La componente abiotica è costituita dagli elementi non viventi, dai componenti organici e inorganici e da fattori climatici.
La componente biotica è costituita da organismi animali e vegetali che si possono considerare come appartenenti a tre diverse categorie: i produttori primari, i consumatori e i decompositori.

### Il flusso dell'energia

Schema di rete alimentare.

Nella quasi totalità degli ecosistemi terrestri il flusso di energia si origina dalla radiazione solare che, a differenza della materia, non è riciclabile, ma viene mandata in modo costante dal Sole.
Una volta raggiunta la Terra, solo una piccola parte di questa energia viene catturata ed utilizzata dagli organismi autotrofi fotosintetici per la trasformazione della sostanza inorganica in sostanza organica.
La reazione chimica che permette di immagazzinare l'energia luminosa solare è la fotosintesi clorofilliana, che avviene nelle parti verdi delle piante acquatiche e terrestri, microscopiche come le alghe unicellulari o enormi come la sequoia. In questo modo si ottengono i tre tipi fondamentali di composti organici: carboidrati, grassi e proteine.

### La catena alimentare
Attraverso la catena alimentare o, più correttamente, la rete alimentare, la materia organica viene poi utilizzata come fonte di energia dagli organismi eterotrofi, entrando così in circolo nell'ecosistema.

La catena alimentare è una semplificazione del rapporto che esiste tra gli organismi viventi, e prende in esame uno solo dei possibili percorsi che la materia compie nell'ecosistema. È preferibile parlare di rete alimentare perché i rapporti tra i viventi sono estremamente complessi, specialmente negli ecosistemi evoluti, come il climax.
In sintesi parte delle sostanze chimiche inorganiche presenti nel terreno (cioè acqua e sali minerali) e nell'aria (anidride carbonica) vengono trasformate in sostanze organiche, che costituiscono prima di tutto i tessuti degli organismi vegetali, le piante cioè, che sono il primo anello della catena alimentare, e vengono definite produttori. I consumatori primari, cioè gli erbivori (insetti ed animali superiori), se ne nutrono, e sfruttano l'energia chimica immagazzinata nelle sostanze organiche prodotte dai produttori. A loro volta questi consumatori primari sono preda dei consumatori secondari, cioè dei carnivori, predatori (ad esempio grandi felini, rapaci, invertebrati predatori come ragni e scorpioni, pesci, e così via).
A volte è difficile stabilire in modo preciso i vari rapporti che si formano tra prede e predatori, con i consumatori che possono essere primari, cioè di primo livello, secondari, cioè di secondo livello, e così via, sino ad arrivare ai predatori apicali, che di solito, in un ecosistema sono sempre poco numerosi. Tra i consumatori apicali o finali ci sono i grandi rapaci, come l'aquila, oppure, tra i mammiferi, il lupo, la volpe, o la tigre e il leone, a seconda dell'ambiente geografico. Quando produttori e consumatori muoiono e non vengono utilizzati da altri membri della catena, i decompositori (batteri, funghi) smontano le sostanze organiche in elementi e composti inorganici che concimeranno il terreno ed entreranno di nuovo nel ciclo.
Un ecosistema è in equilibrio quando la catena del ciclo alimentare si chiude e quando le innumerevoli e multiformi relazioni fra gli organismi viventi (come il parassitismo, simbiosi, commensalismo) funzionano in modo da regolare il delicato meccanismo di un ecosistema all'interno dell'ecoregione.

### Tipologia degli ecosistemi
Vi sono, nella classificazione antropologica, due classi di ecosistemi:
- l'ecosistema generalizzato: è un ecosistema in cui si trova una grande complessità di specie animali e vegetali che vivono in simbiosi tra loro e il cui squilibrio può portare a gravi reazioni a catena;
- l'ecosistema specializzato: è un ecosistema che produce molto in termini agricoli ma impoverisce la terra (ad esempio terreni agricoli sottoposti a monocoltura e apicoltura).

Da un altro punto di vista, si distinguono:
- ecosistemi naturali: che, una volta raggiunto l'equilibrio ecologico (climax) hanno una elevata produttività lorda e una produttività netta nulla;
- ecosistemi artificiali: con una minore produttività lorda e con una produttività netta positiva (quelli agricoli) o negativa (quelli urbani).

Gli ecosistemi naturali sono importanti in particolar modo per le leggi fisiche che li caratterizzano nel tempo rispettando la nota legge di potenza, applicabile ai più svariati campi. Gli ecosistemi possono essere rappresentati come reti in due principali tipi:
- rete egualitaria o punto a punto: in caso di attacco casuale si dimostra più fragile, ma è più resistente all'attacco mirato;
- rete elitaria con pochi nodi più interconnessi: più resistente nell'attacco casuale, ma vulnerabile in quello mirato.

Un ecosistema si definisce fragile o poco resiliente se ha un basso livello di biodiversità (vegetale, animale, ecc.) perché più debole nei casi di stress ambientali (intossicazione, introduzione di specie diverse più aggressive, ecc.) rispetto ad uno a più elevato livello di biodiversità, più resiliente, il quale è favorito per la sua sopravvivenza e per la quantità di biomassa (vegetale, animale ecc.) che ne costituisce l'habitat.

## Storia
La storia degli ecosistemi è strettamente legata all'evoluzione della vita sulla Terra. Gli ecosistemi sono sistemi dinamici che si sono sviluppati e trasformati nel tempo, influenzati da fattori naturali e dall'attività umana.
Origine degli ecosistemi: I primi ecosistemi si sono formati miliardi di anni fa, con la comparsa delle prime forme di vita negli oceani. Le alghe e i batteri fotosintetici hanno iniziato a produrre ossigeno, modificando l'atmosfera terrestre.
Successioni ecologiche: Gli ecosistemi cambiano nel tempo attraverso processi di successione ecologica, in cui nuove specie sostituiscono quelle precedenti, creando ambienti più complessi e stabili.
Impatto umano: Negli ultimi secoli, l'attività umana ha modificato profondamente gli ecosistemi, causando deforestazione, inquinamento e cambiamenti climatici che influenzano la biodiversità